# Immortal Records
Immortal Records é uma gravadora independente de Los Angeles, Califórnia. Fundada por Happy Walters em 1994, a gravadora tem ajudado a lançar a carreita de muitos artistas como 30 Seconds to Mars, Korn e Incubus ao longo dos anos. A gravadora lançou trilha sonoras, incluindo Spawn, Blade II, e Masters of Horror. Em complemento, Immortal apresentou instrumentais de muitos artistas como Rage Against the Machine, Cypress Hill, Kanye West, e House of Pain.

## Lançamentos
- 30 Seconds to Mars – self-titled
- 30 Seconds to Mars – A Beautiful Lie
- Adema – Kill the Headlights
- A – How Ace Are Buildings
- Agent Sparks – Red Rover
- thebleedingalarm – Beauty in Destruction
- Brazil  – The Philosophy of Velocity
- A Change of Pace – Prepare The Masses
- A Change of Pace – An Offer You Can't Refuse
- Deadsy – Phantasmagore
- The Finals – Plan Your Getaway
- Far – Tin Cans With Strings To You
- Far – Water & Solutions
- His Boy Elroy – His Boy Elroy
- Hot Rod Circuit – The Underground Is a Dying Breed
- Incubus – Enjoy Incubus
- Incubus – S.C.I.E.N.C.E
- Incubus – Make Yourself
- Incubus – Morning View
- Incubus  – A Crow Left of the Murder
- Korn – self-titled
- Korn – Life Is Peachy
- Korn – Follow The Leader
- Korn – Issues
- Korn – Untouchables
- Korn – Take a Look in the Mirror
- No One – self-titled
- A Santa Cause – It's a Punk Rock Christmas
- Scary Kids Scaring Kids – The City Sleeps In Flames
- Scary Kids Scaring Kids – After Dark EP
- Scary Kids Scaring Kids – self-titled
- Switched – Subject to Change
- Transmatic – Self-titled
- Tyler Read – Only Rock and Roll Can Save Us
- U.S. Crush – U.S. Crush
- The Urge – Receiving The Gift of Flavor
- The Urge – Master of Styles
- The Urge – Too Much Stereo
- Waking Ashland – Telescopes
- Waking Ashland – The Well
- The Who – Live from Toronto